# Организация
Организацията, най-общо, е формална група от хора, които се стремят към общи цели. Думата произлиза от гръцкото ὄργανον , което произлиза от ἔργον  – работа, действие. Една организация е социална договореност, която преследва колективни цели, контролира собствените си резултати и има граници, които я отделят от средата ѝ.
В социалните науки, организациите са обект на изследване на редица дисциплини, сред които най-често са социология, икономика, политически науки, психология, управление и организационна комуникация. По-разширеният анализ е известен като организационна структура, организационни науки, организационно поведение или анализ на организацията. Съществуват редица гледни точки, някои от които са по-застъпени:
- Организацията като процес – акцентира се на съвкупността от задачи и действия, които формират организацията като единно цяло;
- От функционална гледна точка – акцентира се върху това как единици като бизнеса и държавата биват използвани;
- От институционална гледна точка – организацията се разглежда като целево обвързана структура с обществена значимост.

В правен аспект, организацията може да бъде със стопанска или нестопанска цел.

## Определения за организацията

### В икономическата социология
- 1. Организацията е социална единица на обществото. (А. Етциони)
- 2. Организацията е съзнателно създадена логическа система за власт. (Д. Кингдън)
- 3. Съвкупност от дейности, чиято задача е да заменят усилията и знанията на един индивид с по-специализираните усилия и знания на голямо множество от хора. (Дж. Голбрайт)
- 4. Съвкупност от множество роли, свързани в единно цяло. (Кенет Боулдинг)
- 5. Целенасочена структурирана система от хора, създадена като инструмент за упражняване на социално господство. (Г. Бюшгес) [3]

На основата на тези определения, като има предвид и произхода на организацията и нейните особености, проф. д-р Благой Колев дава следното определение за организацията:
| „ | Организация е всяко човешко обединение, което е съзнателно и рационално създадено като звено в общественото разделение на труда, има целева обвързаност, официализиран статут, йерархия и е с относително самостоятелно обособени параметри от обществото. | “ |
| Икономическа социология, проф. д. ик. н. Ташо Пачев и проф. д-р Благой Колев, С., 2005 г., с. 214, УИ „Стопанство“ | |   |

## Видове организации
Организацията, като цяло, е особена форма но човешко обединяване, най-често за постигане на общи цели. Капитализмът и общественото разделение на труда донасят социалните организации, които са подчинени на рационализма, обективиран в закона и правилата. С най-голямо значение сред социалните организации се откроява икономическата организация.
В България са известни: федерация, конфедерация, асоциация, сдружение, обединение, съюз, търговско предприятие и др.